# 美しい昔
「美しい昔」（うつくしいむかし、ジエムスア、Diễm xưa、艷𠸗）は、ベトナムの楽曲。作詞・作曲はチン・コン・ソン。訳詞は高階真。邦題は他に「雨に消えたあなた」がある。1960年に制作されて、1970年代に「ベトナムの太陽」と謳われた女性歌手カイン・リーの歌唱により日本で2度レコード化された。

## 解説
「ベトナム歌謡の父」「ベトナムのボブ・ディラン」と謳われ、「坊や大きくならないで（Ngu Di Con）」など、数多くの反戦歌を残した国民的作曲家チン・コン・ソンの作品の中でも最も有名な曲である。
歌詞の内容はハノイからトゥアティエン＝フエ省に移住してきた女性への恋心を綴ったものである。オリジナル・訳詞共に直接的な反戦のメッセージは盛り込まれていないが、ベトナム戦争時の南ベトナムで反戦歌として普及した。ちなみに、チン・コン・ソンは失恋後に女性の妹と恋に落ちている。
1970年、来日したカインが大阪万博のステージで歌唱。11月、第1回東京国際歌謡音楽祭（世界歌謡祭）にノミネート。翌年、福本憲のギター演奏で日本語バージョン「雨に消えたあなた」を日本で発売した。
1974年、ベトナム国内で発売されたカセットテープアルバム「ソンカー7（Song Ca 7）」に収録された。
1979年、サンケイ新聞サイゴン支局長だった近藤紘一の同名のベストセラーを原作とするNHK連続ドラマ（ドラマ人間模様）「サイゴンから来た妻と娘」の主題歌に使われた。その際に「美しい昔」に改題され再発された。
2002年8月、NHK・BS「アジア音楽夢の競演 歌の心を継ぐ者たち」で、天童よしみが曲のルーツを捜す企画を放送。2003年9月、天童のアルバム「美しい昔」に収録され、11月にシングルカットされる。第54回NHK紅白歌合戦にも選出され、外国曲としては史上初めてトリとして歌唱された。放送後の反響を受けて、2004年2月に新録バージョンが発売された。
2004年7月、関西学院大学のカリキュラムに採用された。

## カバー
- ミウ・レ（2015年）映画「ベトナムの怪しい彼女」挿入歌。
- すがはらやすのり（1984年）アルバム「アジアの心を歌う」に収録。タイトルは「雨に消えたあなた」。
- 加藤登紀子（1997年）アルバム「TOKIKO・CRY 美しい昔」に収録。
- 天童よしみ（2003年、2004年）
- 島津亜矢（2005年）アルバム「BS 日本の歌III」に収録。
- 芹洋子